# OTOUTA
OTOUTA（オトウタ、音詩）は、2007年夏に結成された日本のスリーピースバンド。フィッシュマンズやPolarisなどのバンドで活動した柏原譲を中心とした男女3人によって結成。その後小林彩香が脱退し、bonobosの辻凡人が加入した。

## 概要・来歴
柏原譲は1990年代以降の日本のロック、ポップに多大な影響を与えてきたFishmans、Polarisに在籍。ピアニスト・作曲家の丸山康太郎と共に、2007年夏に “OTOUTA--オトータ / 音詩--”を結成。ほとんど共通点のない異なる背景の2人が、音と詩を巡って新しい音楽を作り出す。
バンドとしての作品第1弾として、フェデリコ・フェリーニ監督のイタリア映画『甘い生活』を始めとするニーノ・ロータ作曲の映画音楽のカバー・アルバムを2008年2月にリリース。
また、音楽活動と並行し、ファッションブランドのアダム エ ロペとのコラボレーションなども行っている。
最近ではサポートメンバーに、大野恭子 Kyoko Ono (Vocal, chorus, etc./From waffles)、泉水政輝 Masateru Sensui (Vocal, rap, guitar/From WEEKEND)、脇山広介 Kousuke Wakiyama (Drums, Sampler/From tobaccojuice）を迎え、ライブ活動を行う。

## メンバー
- 柏原 譲（かしわばら ゆずる、1968年 - ）
  - ベース、サウンドプロデュース担当。
  - 東京都出身。1991年にフィッシュマンズのベース担当としてメジャー・デビュー。1998年にバンドを脱退し、2000年にオオヤユウスケ、坂田学らとPolarisを結成。2005年にはフィッシュマンズのメンバーとして復活ライブを行った。現在はミュージシャンのプロデュースなども行っている。
- 丸山 康太郎（まるやま こうたろう、1979年 - ）
  - ピアノ、作曲担当。
  - 神奈川県出身。作曲・編曲家。音楽大学卒業後渡英し音と絵のユニット「coteaca」（コーティカ）を結成。多数の映像コンテンツのサウンドトラックを手掛ける。

### サポートメンバー
- 大野 恭子（おおの きょうこ）
  - ボーカル、コーラス、作詞・作曲担当。
  - ポップスバンド wafflesのメンバー。
  - 「パスモ」「SEA BREAZE」「タンスにゴンゴン」「ベネッセこどもちゃれんじbaby」などのCMソングも歌っている。
  - 2009年8月よりotoutaに参加。

- 泉水 政輝（せんすい まさてる）
  - ボーカル、ラップ、ギター、作詞・作曲担当。
  - ラップユニットWEEKENDの、ラップ&トラックメイキングを担当。
  - 2009年12月よりotoutaに参加。

- 脇山 広介（わきやま こうすけ）
  - ドラム、サンプラー担当。　
  - tobaccojuiceのメンバー。
  - 2010年2月よりotoutaに参加。

### 過去のメンバー
- 辻 凡人（つじ　ぼんど、1979年 - ）
  - ドラム担当。
  - 大阪府出身。bonobos、ラリーパパ&カーネギーママ（脱退）などにも参加。
- 小林彩香（こばやし あやか、1983年 - ）
  - 作詞担当。
  - 静岡県出身。高校生の時に寺山修司の影響を受け、詩作をはじめる。映像制作会社に入社後多くのバンドの映像の撮影・編集・配信を手がける。2007年にはバンド「コンタクト」のアルバムに詩作・コーラスとして参加。

## 作品

### アルバム
1. 甘い生活 〜OTOUTA eats Nino Rota〜 （2008年2月6日、XQDQ-1002）
  1. La Dolce Vita 甘い生活
  2. Roma ローマ
  3. Titoli Di Testa ティトリ・ディ・テスタ
  4. Rome Frescos ローマ・フレスコ
  5. Giulietta Degli Spiriti 魂のジュリエッタ
  6. Il Casanova カサノバ
  7. Amarcord アマルコルド
  8. Shanghai 09 上海 09
  9. Interlude
  10. La Strada 道
  11. La Dolce Vita (CUE mix)
2. 2009042509p.m. （2009年7月15日、 HIMTC-1011）※タワーレコード限定リリース、ライブアルバム
  1. La Dolce Vita　甘い生活
  2. Roma　ローマ
  3. Giulietta Degli Spiriti　魂のジュリエッタ
  4. Casa　カーサ （Demo track）
  5. La Strada　道
  6. Orion　オリオン
  7. Il Casanova -Pin Penin- （Bonus track）